# Siraset Aekprathumchai
Siraset Aekprathumchai (thailändisch สิรเศรษฐ เอกประทุมชัย, * 8. April 2003), auch als To bekannt, ist ein thailändischer Fußballspieler.

## Karriere
Siraset Aekprathumchai erlernte das Fußballspielen in der Jugend vom Chainat City FC. 2020 wechselte er zum Chainat Hornbill FC. Der Verein aus Chainat spielte in der zweiten thailändischen Liga, der Thai League 2. Sein Profidebüt für Hornbill in der zweiten Liga gab er am 3. März 2021 im Heimspiel gegen den Samut Sakhon FC. Hier stand er in der Startelf und stand die kompletten 90 Minuten im Tor. Für Chainat bestritt er 19 Ligaspiele. Im Sommer 2023 wechselte er in die dritte Liga. Hier schloss er sich in Lop Buri dem Lopburi City FC an. Mit dem Klub spielt er in der Western Region der Liga. Ein Jahr später wurde sein Vertrag um ein weiteres Jahr verlängert.